# 福井労働局
福井労働局（ふくいろうどうきょく）は、福井県福井市にある日本の都道府県労働局で、福井県を管轄している。

## 所在地
- 本局 福井県福井市春山一丁目1-54 福井春山合同庁舎9階・14階
- 労災補償課分室 福井県福井市中央三丁目1－5 三谷中央ビル7階

## 組織
局長
- 総務部
  - 総務課、企画室、労働保険徴収室
- 労働基準部
  - 監督課、健康安全課、賃金室、労災補償課
- 職業安定部
  - 職業安定課、職業対策課、求職者支援室、需給調整事業室
- 雇用均等室

## 出先機関
- 労働基準監督署（4署）
  - 福井労働基準監督署（福井市）
  - 武生労働基準監督署（越前市）
  - 敦賀労働基準監督署（敦賀市）
  - 大野労働基準監督署（大野市）

- 公共職業安定所（ハローワーク、6所）
  - 福井公共職業安定所（福井市）
  - 武生公共職業安定所（越前市）
  - 大野公共職業安定所（大野市）
  - 三国公共職業安定所（坂井市）
  - 敦賀公共職業安定所（敦賀市）
  - 小浜公共職業安定所（小浜市）

## 管轄
- 福井県全域